# 英屬印度陸軍第77步兵旅
英屬印度陸軍第77步兵旅（英語：77th Indian Infantry Brigade）是第二次世界大戰期間英屬印度陸軍的一個步兵旅編制。該旅於1942年6月在印度組建。該旅被分配給緬甸遠征軍特別部隊，並編成8個縱隊，在緬甸進行敵後作戰。1945年3月，改編為第77印度傘兵旅，隸屬於第44空降師。

## 組成

### 1942–1943
•國王軍團第13營（利物浦）
•第2廓爾喀步槍團第3營
•緬甸步槍第2營
•第9廓爾喀步槍團第3營
•奈及利亞團第12營
•奈及利亞團第7營

### 1943–1945
•廓爾喀步兵第6團第3營
•國王軍團第1營（利物浦）
•蘭開夏燧發槍團第1營
•南斯塔福德郡團第1營

### 第77傘兵旅
•第15（國王）傘兵營
•第16（斯塔福德）傘兵營
•印度傘兵團第2營
•印度傘兵團第4營